# 赵举廉
赵举廉（1548年—？），字汝介，號鳳白，河南睢州（今河南睢县）睢陽衛人，軍籍，明朝政治人物。进士出身。

## 生平
隆庆四年（1570年）庚午科河南乡试第十三名举人，隆慶五年（1571年）辛未科會試第三百五十九名，三甲二百三名進士。兵部觀政，初授嘉定县知县，萬曆五年（1577年）擢大理寺评事，八年升左寺副，九年降用，卒。
赵举廉曾于1572年接替邵一本任嘉定县知县一职，1577年由施之藩接任。

## 家族
曾祖趙國卿，壽官。祖父趙名儒，典膳。父趙誥，知县。母翟氏。重庆下。兄舉孝。弟舉賢、舉良。孫趙霖吉，順治己丑科進士。